# Expressa
Expressa é um periódico publicado pela editora Revistas de Cultura com foco em apresentar a vida e a obra de quadrinistas brasileiros.
O projeto Revista Expressa foi desenvolvido por Ana Paula Simonaci, André Dahmer e Sergio Cohn, que também atuam como editores do periódico. Cada edição é dedicada a um único autor, com um panorama de toda sua trajetória profissional, além de diversas ilustrações e uma entrevista com o homenageado da vez.
A primeira edição, lançada em setembro de 2019, foi dedicada a Laerte Coutinho. Em seguida, houve edições para autores como Reinaldo Figueiredo, Fabiane Langona, Luiz Gê, Jaguar, Luis Fernando Verissimo, Marcelo D'Salete e Fábio Zimbres, entre diversos outros.
Em 2021, a Revista Expressa ganhou o Troféu HQ Mix de melhor projeto editorial, junto com o projeto Narrativas Periféricas.